# Beaurains-lès-Noyon
Beaurains-lès-Noyon é uma comuna francesa na região administrativa de Altos da França, no departamento de Oise. Estende-se por uma área de 3,8 km². Em 2010 a comuna tinha 343 habitantes (densidade: 90,3 hab./km²).